# Cedar Bluff (Alabama)
Cedar Bluff è un comune degli Stati Uniti d'America situato nella contea di Cherokee dello Stato dell'Alabama.